# Barebone

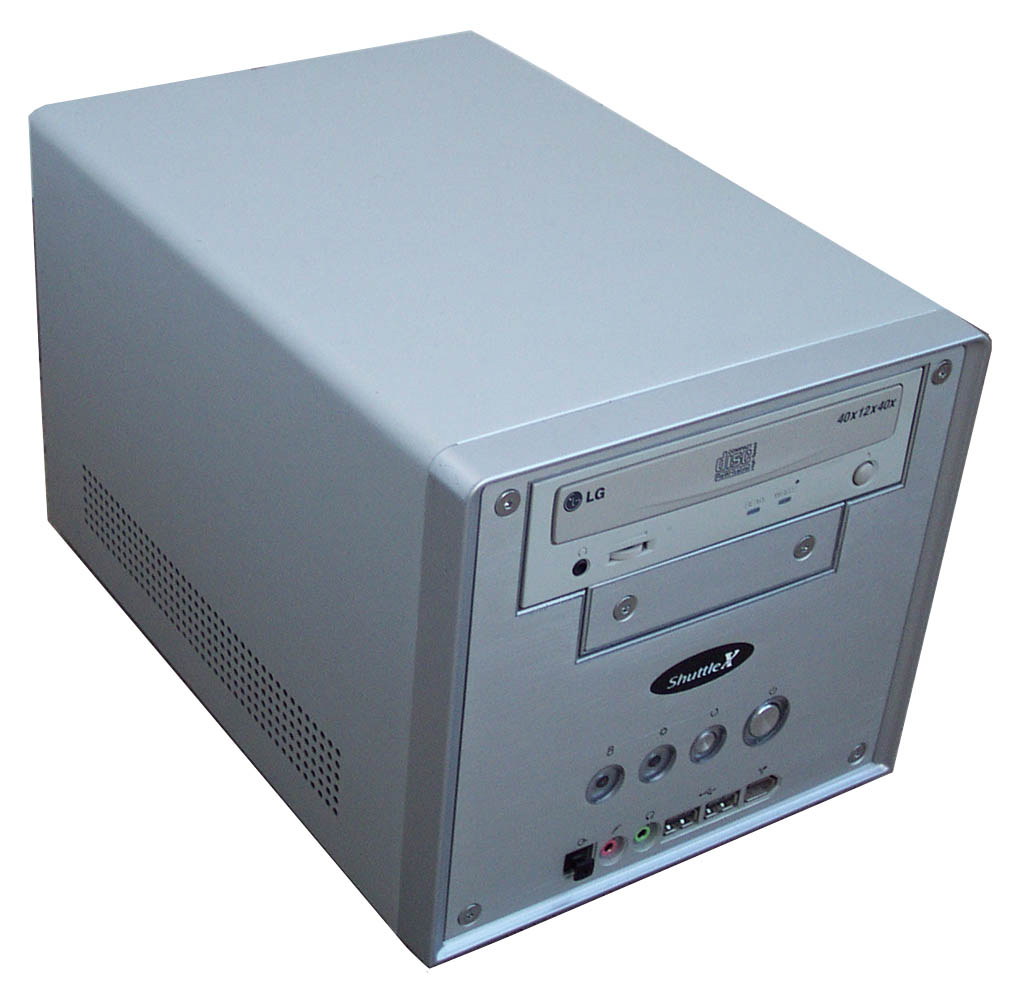
Barebone

Barebone — напівзібраний комп'ютер, що складається з корпуса з блоком живлення, материнською платою і системою охолодження (кулером). Зазвичай ці комп'ютери виготовляються для нестандартних рішень і можуть бути зібрані з різноманітних комплектуючих. Покупцеві залишається лише доповнити систему процесором, оперативною пам'яттю, жорстким диском і пристроями вводу-виводу, в залежності від своїх потреб.